# Арка в Карпантра
Арка в Карпантра (фр. L'arc de Carpentras) — древнеримская арка I века, расположенная в городе Карпантра департамента Воклюз. С 1840 года отнесена к историческим монументам Франции. 

## История
Арка была построена, по мнению Робера Тюркана (R. Turcan), в 18 или 19 году н. э. в честь императора Тиберия. Однако, возможно, в память об отце Тиберия, основателе этой древнеримской колонии, носившей имя Форум Неронис (лат. Forum Neronis). Позже арка служила боковым входом в примитивный храм Сен-Сиффрен, точнее — на кухню дворца епископа.  Ещё позже была частью здания службы местных тюрем. Расположена между кафедральным собором Сен-Сиффрен и Дворцом правосудия.

## Описание

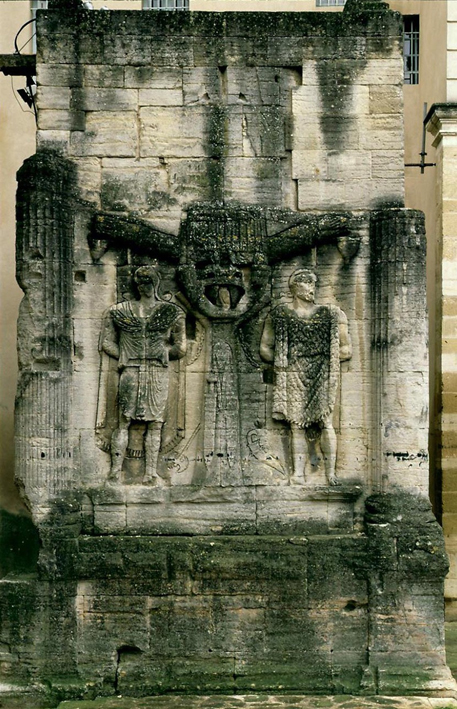
Восточная стена арки.

Арка имеет единственный проход, поддерживаемый рифлёными пилястрами, и две боковые стены со скульптурными изображениями захваченных пленных. На западной стене слева изображён германец, одетый в звериную шкуру, а справа — персонаж восточного типа во фригийском колпаке и персидском костюме. На восточной стене изображены ещё один восточный персонаж в персидском костюме и греческий тиран в диадеме.